# Treurenberg

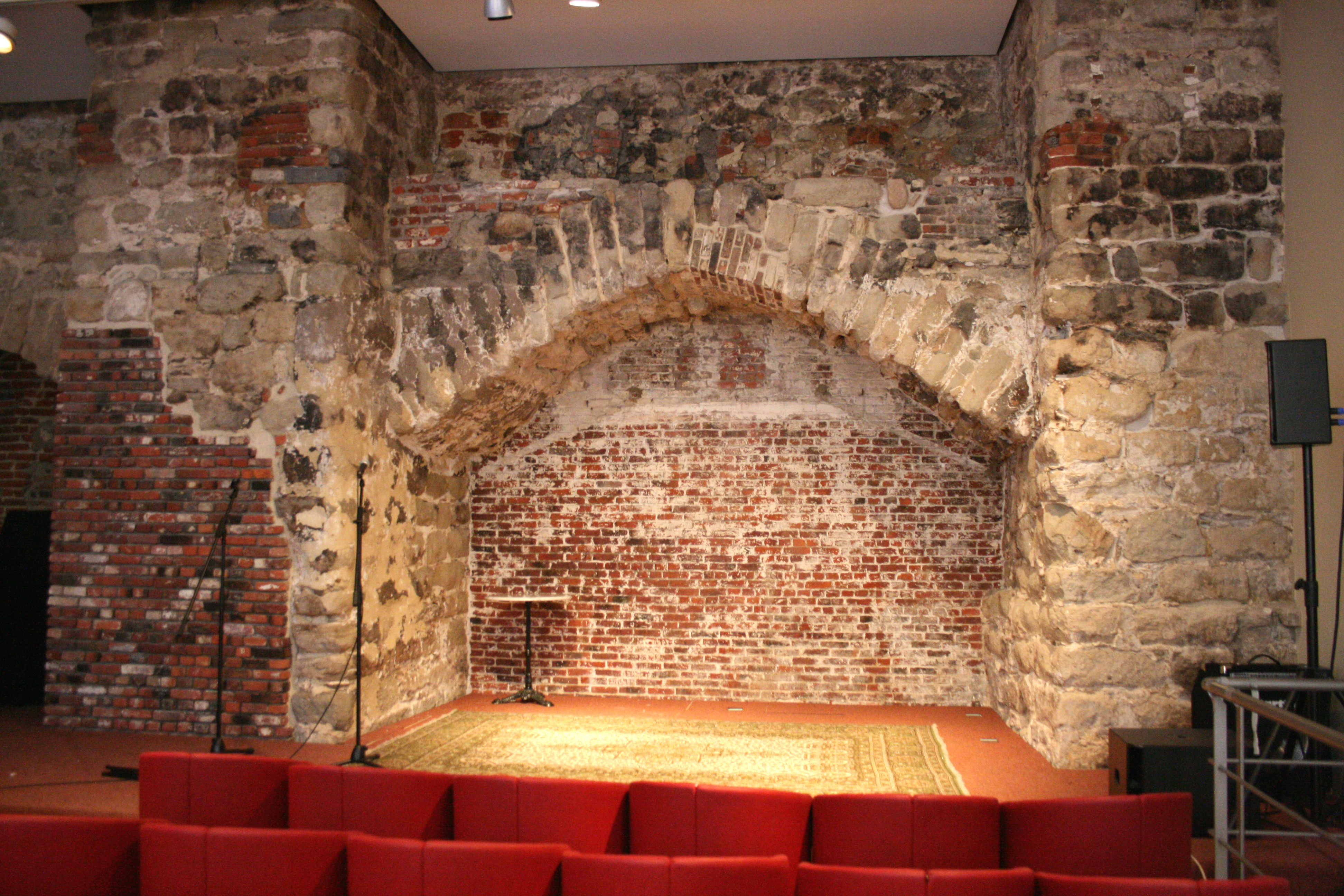
Treurenberg nummer 10, overblijfselen van de eerste stadsomwalling

De Treurenberg is een van de heuvels van de Belgische hoofdstad Brussel en de naam van een kort straatje. De helling ligt ten oosten van de oude stad en stijgt oostwaarts naar de bovenstad. Het straatje Treurenberg verbindt het Sint-Goedeleplein met de Koningsstraat. Op nr. 15 is er een stripmuur van De schorpioen.
De benaming verwijst naar de treurende gevangenen die waren opgesloten in de Treurenbergpoort, een oude stadspoort op de eerste stadsomwalling die als gevangenis in gebruik kwam.